# Опсталь, Герард ван
Герард ван Опсталь или Жерар ван Обсталь (фр. Gerard van Opstal, Gérard van Opstal, Obstal; 1594 или 1597, Брюссель — 1 августа 1668, Париж) — фламандский скульптор эпохи барокко, работал во Франции в период правления Короля-Солнце Людовика XIV. Известен барельефными фризами на сюжеты классической мифологии и мастерством в резьбе по слоновой кости.

## Биография
Герард был членом большой художественной семьи. Он родился в 1594 или 1597 году в Брюссель Брюсселе (или в Антверпене) в семье Антуана ван Опсталя. Под фамилией Опсталь (или Обсталь) известны также Каспар, или Яспер Якоб ван Обсталь Младший (1654—1717) — живописец и гравёр из Антверпена, сын и ученик Каспара ван Обсталя Старшего (?), ученика Корнелиса де Фоса (Воса).
Герард ван Обсталь был зятем антверпенского скульптора Иоганнеса ван Мильдерта, около 1630 года обучался скульптуре у Никласа Диодони. В 1635 году стал мастером в антверпенской Гильдии Святого Луки. Когда его тесть Иоганнес ван Мильдерт скончался, Герард был нанят местными городскими магистратами для завершения скульптуры Христа, начатой ван Мильдертом, в группе «Голгофа» на Фальконплейн (площадь Сокола) в Антверпене. До 1648 года Герард ван Опсталь переехал на работу в Париж, предположительно по прямому приглашению кардинала Ришельё.
В 1651 году ван Опсталь получил звание скульптора королевских построек (sculpteur des batiments du roi) и стал одним из основателей Королевской академии живописи и скульптуры.
Его сын Луи ван Опсталь также был скульптором. Его сестра Мари ван Опсталь, крещённая 6 сентября 1588 года в Брюсселе и умершая там 25 августа 1655 года, 15 октября 1611 года за Гийома де Ланса, родителей парижского ювелира, родившегося в Брюсселе Жана де Ланса.
В 1667 году Герард ван Опсталь выступил в Королевской академии живописи и скульптуры с докладом об античной скульптуре «Лаокоон и его сыновья». Ван Опсталь утверждал, что художники должны пойти как можно дальше в изучении этого произведения, чтобы понять объективные причины симптомов, демонстрируемых изображёнными скульптором телами, и также научиться достойно изображать «насильственные движения тел».
Ван Опсталь был особенно искусен в резьбе барельефных фризов с классическими мифологическими темами. Он работал не только с камнем и мрамором, но также был экспертом в резьбе рельефов из слоновой кости. Его барельефы из слоновой кости ценили коллекционеры, его современники. Семнадцать из них находились в коллекции короля Людовика XIV. Его индивидуальный стиль сочетал в себе элементы подражания рельефам древнеримских саркофагов, скульптуре итальянского Возрождения, фламандского барокко Питера Пауля Рубенса, Франсуа Дюкенуа и зарождающегося французского неоклассического стиля.

## Галерея
- Эроты и путти, играющие с козой. Между 1633 и 1666. Слоновая кость. Музей истории искусств, Вена
- Пьедестал для кубка с тремя грациями. Между 1633 и 1666. Слоновая кость, бронза. Частное собрание
- Дева Мария Иммакулата (Незапятнанная). Между 1633 и 1666. Слоновая кость. Музей истории искусств, Вена
- Путто с венком и двое дерущихся детей. Между 1640 и 1668. Мрамор. Лувр, Париж
- Кубок из раковины, несомый путти. Ок. 1650. Рог носорога, позолоченное серебро. Музей истории искусств, Вена
- Триумф Силена. Ок. 1660. Мрамор. Чикагский институт искусств, США
- Шествие путти с младенцем Вакхом на пантере, возглавляемое молодым сатиром. Между 1633 и 1668. Слоновая кость. Частное собрание
- Вакханка, скованная двумя сатирами. Между 1640 и 1668. Слоновая кость. Лувр, Париж